# Lycodryas maculatus
Lycodryas cococola — вид змій родини Pseudoxyrhophiidae. Мешкає на Коморських островах.

## Підвиди
Виділяють два підвиди:
- Lycodryas maculatus maculatus (Günther, 1858);
- Lycodryas maculatus comorensis (Peters, 1874).

## Поширення і екологія
Lycodryas cococola мешкають на островах Анжуан і Майотта в архіпелазі Коморських островів. Вони живуть у вологих тропічних лісах і мангрових лісах, трапляються у деградових лісах та на плантаціях. Ведуть деревний, присмерковий або нічний спосіб життя, рідко зустрічаються вдень. Живляться геконами та іншими ящірками.

## Збереження
МСОП класифікує стан збереження цього виду як близький до загрозливого. Lycodryas maculatus загрожує знищення природного середовища.